# Pakszyn
Pakszyn – wieś w Polsce położona w województwie wielkopolskim, w powiecie gnieźnieńskim, w gminie Czerniejewo.
W latach 1975–1998 miejscowość administracyjnie należała do województwa poznańskiego.
Zobacz też: Pakszynek